# Jessy Ares
Jessy Ares, pseudonimo di Jessy Bruce Triplett-Arestirado (Augusta, 2 agosto 1980), è un attore pornografico, cantante e modello tedesco; in campo musicale è noto come Arestirado.

## Biografia
Nato in Germania in una famiglia multietnica, ha origini italo-portoricane da parte di padre e germano-statunitensi da parte di madre. Il padre ha fatto parte dell'United States Army e per questo fin dall'infanzia ha viaggiato molto, cambiando numerose città e scuole. Fin dalla prima infanzia si è avvicinato alle arti, studiando pittura, canto e danza. Inoltre ha frequentato una scuola circense, come giocoliere e acrobata. Dal 2003 inizia a lavorare come ballerino in tutta Europa.
Ha la doppia cittadinanza tedesca-statunitense e parla quattro lingue; tedesco, inglese, italiano e spagnolo.

### Carriera
Nel 2005 partecipa alla serie televisiva, di genere docu-soap, Die Abschlussklasse in onda sul canale tedesco ProSieben. Nel 2007, con il sogno di diventare cantante, partecipa ai provini per la quarta edizione del talent show tedesco Deutschland sucht den Superstar, ma non viene preso. Negli anni successivi, sotto lo pseudonimo "JB" lavora come modello e fotomodello, prestando la propria immagine per marchi internazionali come Adidas, Puma, Hugo Boss e Sony Ericsson. Per quest'ultima società è apparso in uno spot pubblicitario per il modello di cellulare W960i.
Nel 2010 pubblica il suo singolo di debutto intitolato Ti voglio, nello stesso anno pubblica anche il singolo Sweet Dreams, cover dance/house del brano degli Eurythmics. Nel 2010 intraprende la carriera di attore pornografico, firmando un contratto con Titan Media. Il suo film di debutto è stato Hellion, seguito dal pluripremiato Incubus. Nel corso degli anni diventa un prolifico attore pornografico versatile che lo ha visto lavorare per le case di produzione Raging Stallion Studios, Falcon Studios e Lucas Entertainment.
Parallelamente la carriera attore pornografico continua la sua attività di cantante e nel 2011 pubblica il suo album di debutto Shameless, che è stato prodotto e sponsorizzato da KARE Design e GMIR Records. Successivamente pubblica un EP di remix e altri singoli, come Pornpop e Pornstar. Per quest'ultimo è stato girato un videoclip che vede Arestirado esibirsi nudo per le strade di San Francisco assieme ai colleghi Hunter Marx e Aymeric Deville.
Nel settore pornografico ha vinto diversi premi, tra cui Gay Performer of the Year ai XBIZ Awards 2014 e miglior attore ai Grabby Awards 2014 per la sua interpretazione in Original Sinners.

## Discografia

### Album in studio
- 2011 – Shameless

### EP
- 2013 – Remix Collection

### Singoli
- 2010 – Sweet Dreams
- 2013 – Pornpop
- 2015 – Tu Amor
- 2019 – Faith

## Riconoscimenti

### Vinti
- Hotrods – British Gay Porn Awards 2013 – Best Newcomer[9]
- Grabby Awards 2013 – Best Duo con Scott Hunter in Nightfall[10]
- XBIZ Awards 2014 – Gay Performer of the Year[11]
- Grabby Awards 2014 – Best Actor per Original Sinners

### Candidature
- Grabby Awards 2013 – Performer of the Year
- Grabby Awards 2014 – Performer of the Year
- Grabby Awards 2014 – Hottest Top